# Axel Lindberg (fotbollsspelare)
Axel Lindberg, född 10 juni 1943, är en svensk före detta fotbollsspelare. Han blev svensk mästare 1968 med Östers IF. Han kom från Älmhults IF till Öster för spelåret 1966, och skrev på för sin gamla klubb igen 1970. Axel Lindberg var vid sidan av fotbollsspelet lärare, bland annat på Fagrabäckskolan i Växjö.